# BioEtanol para o Transporte Sustentável

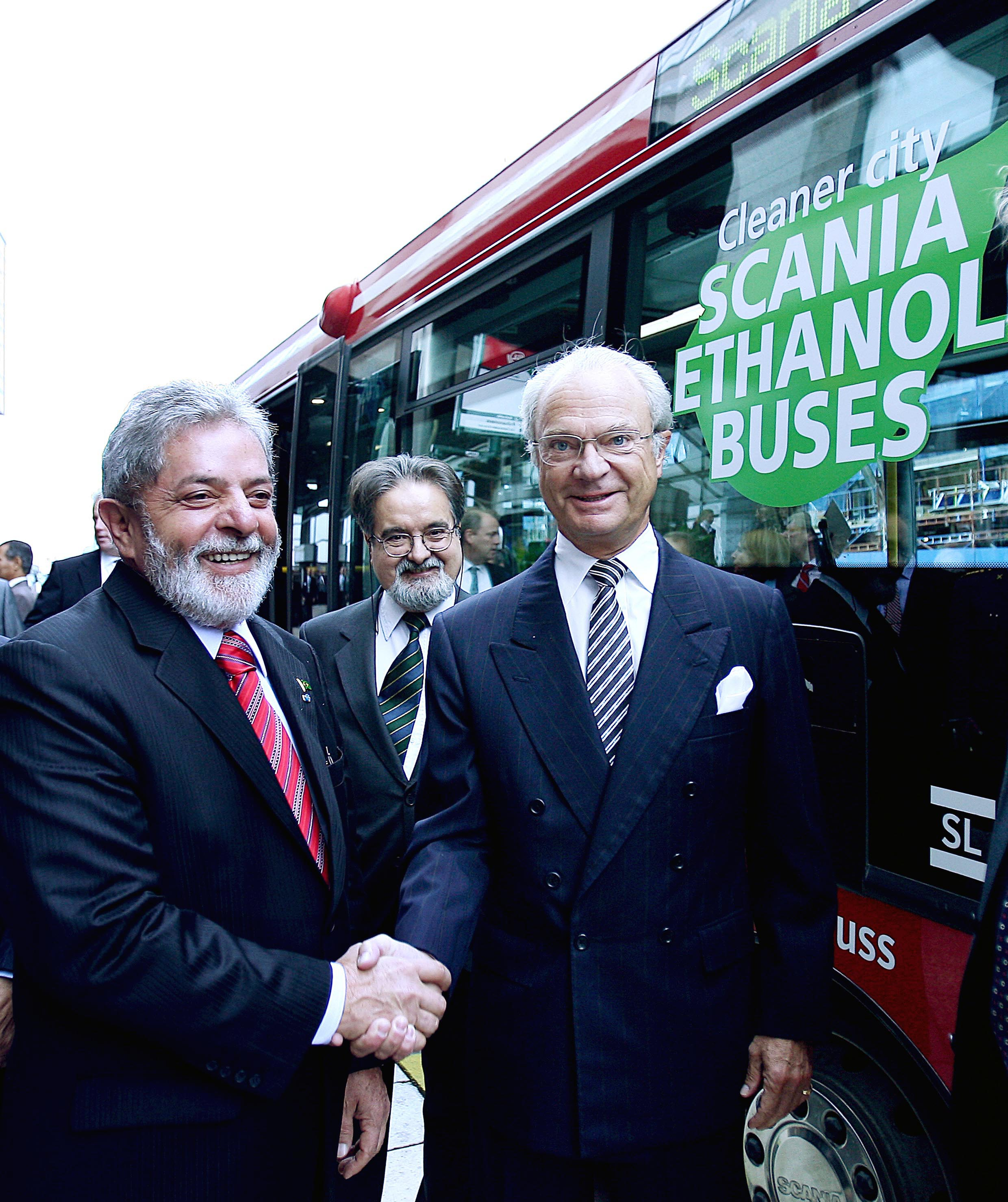
O Presidente Luiz Inácio Lula da Silva e o Rei Carlos XVI Gustavo da Suécia inspecionando um dos 400 ônibus operando com álcool E95 em Estocolmo.

Bioetanol para o Transporte Sustentável (em inglês: BioEthanol for Sustainable Transport, BEST), foi um projeto quadrienal financiado pela União Europeia (UE) para promoção do bioetanol como combustível para veículos, como também a introdução e uso difundido no mercado mundial de veículos flex e movidos a etanol. O Projeto BEST, como também é conhecido, começou em janeiro de 2006, continuou até o fim de 2009 e foi executado em nove regiões ou cidades no Brasil, China e Europa.
O Brasil é o único país das Américas que participa neste programa. No continente americano, o Brasil é primeiro país a ter ônibus movido a bioetanol em circulação pelo projeto BEST. Esse primeiro protótipo foi apresentado no câmpus da Universidade de São Paulo (USP), na capital paulista, em outubro de 2007, e entrou em operação em 20 de dezembro de 2007, integrado à frota da operadora Metra, indicada pela EMTU, rodando no Corredor Metropolitano São Mateus-Jabaquara, que passa por nove terminais, atendendo a quatro municípios: São Paulo, São Bernardo do Campo, Santo André e Diadema. Uma operadora escolhida pela SPTrans também fará testes. Durante esses testes, o ônibus será comparado a um outro do mesmo modelo a diesel.
Outras oito cidades da Europa e Ásia participam do programa: Estocolmo (Suécia), Madri e País Basco (Espanha), Roterdam (Holanda), La Spezia (Itália), Somerset (Inglaterra), Nanyang (China) e Dublin (Irlanda). Anteriormente foram feitas tentativas de implantar o etanol como combustível principal dos ônibus no Brasil, mas o quadro econômico da época não permitiu, já que petróleo era mais barato do que o álcool. Em 2011 a empresa Orion Transportes iniciou um projeto piloto junto com a Natura, Scania, Raizen e Marcopolo e no final de 2012 iniciaram a operação do primeiro fretado a etanol do Brasil, dando assim continuidade ao projeto de sustentabilidade e preocupação com as emissões dos gases do efeito estufa.

## Características
Sua principal vantagem em relação ao ônibus tradicionais que utilizam diesel, é a redução de 90% das emissões de material particulado e 62% de óxidos de nitrogênio, não emite enxofre e de diminui em 80% os gases que provocam o aquecimento global.
Possuí 270 HP de potência. A capacidade é de 63 passageiros, sendo 31 sentados. O primeiro protótipo, construído sobre chassi sueco da Scania, e carroceira brasileira da Marcopolo tem ainda: ar-condicionado, injeção eletrônica e piso rebaixado para o acesso de deficientes. Para rodar, o veículo utiliza 95% de álcool hidratado e 5% de aditivo importado da Suécia. O valor do ônibus foi estimado em 450 mil reais, valor considerado, pela USP, semelhante ao de um ônibus tradicional. Ele atende as normas EURO 5 e EEV (Enhanced Environmentally Friendly Vehicles ou Veículos Excepcionalmente Compatíveis com o Meio Ambiente), que limitam a quantidade de poluição emitidas por veículos novos, obrigatórias na Europa só a partir de 2010.
Em novembro de 2009, mais um ônibus a etanol iniciou as suas operações na cidade de São Paulo. Trata-se de um Scania K270 6x2 low-entry sueco com carroceria brasileira CAIO Millenium. Diferentemente do primeiro protótipo, o novo modelo realiza testes em meio ao trânsito das principais vias da zona oeste paulistana, em linhas que ligam a região com a Zona Sul.

## Parceiros
O custo total do projeto é de 1,6 milhões de reais. Participam do projeto:
- Scania (motor e chassi);
- Marcopolo (carroceria);
- BAFF e SEKAB (importação do aditivo);
- Petrobras, por meio do Programa Nacional da Racionalização do Uso dos Derivados do Petróleo e do Gás Natural (Conpet) e da Petrobras Distribuidora;
- União da Indústria de Cana-de-Açúcar (ÚNICA), no fornecimento do etanol;
- Universidade de São Paulo (USP), por meio do Centro Nacional de Referência em Biomassa;
- Empresa Metropolitana de Transportes Urbanos de São Paulo (EMTU);
- São Paulo Transporte (SPTrans).

A iniciativa recebe o apoio da União Europeia e da Prefeitura de Estocolmo.